# Mirifica variata
Mirifica variata är en fjärilsart som beskrevs av Fletcher 1956. Mirifica variata ingår i släktet Mirifica och familjen mätare. Inga underarter finns listade i Catalogue of Life.